# Torre de Binisermenya
La torre o atalaya de Benisermenya es una atalaya situada en la base naval del puerto de Mahón, en el municipio español de Mahón, en la comunidad autónoma de Islas Baleares, España. 
Se trata de una torre de base rectangular. Las paredes son de mortero de piedra reforzado con marés.